# UEFA Women's Champions League 2022-2023 - Fase a gironi
Questa voce raccoglie un approfondimento sulle gare della fase a gironi dell'edizione 2022-2023 dell'UEFA Women's Champions League.

## Formato
Il formato della competizione è rimasto inalterato rispetto all'edizione precedente, includendo per la seconda volta una fase a gironi con partite di andata e ritorno. Alla fase a gironi sono state ammesse in totale 16 squadre, delle quali 4 ammesse direttamente, mentre le restanti 12 sono state ammesse tramite una fase di qualificazione. Le quattro squadre ammesse di diritto alla fase a gironi sono l'Olympique Lione, come campione in carica, il Wolfsburg, il Chelsea e il Barcellona, vincitori dei campionati nazionali delle federazioni classificate ai primi tre posti nel ranking UEFA. Le restanti dodici squadre sono le vincitrici del secondo turno della fase di qualificazione, sette delle quali provenienti dal percorso Campioni e le altre cinque provenienti dal percorso Piazzate.
Le sedici squadre partecipanti alla fase a gironi sono state suddivise, tramite sorteggio, in quattro gironi da quattro squadre ciascuno. In ciascun girone ogni squadra affronta le altre in partite di andata e ritorno, per un totale di sei giornate. Le squadre classificate ai primi due posti sono ammesse alla fase a eliminazione diretta.

## Date
| Fase          | Sorteggio                             | Turno            | Data                |
| ------------- | ------------------------------------- | ---------------- | ------------------- |
| Fase a gironi | 3 ottobre 2022, ore 13:00 CEST (Nyon) | Prima giornata   | 19-20 ottobre 2022  |
| Fase a gironi | 3 ottobre 2022, ore 13:00 CEST (Nyon) | Seconda giornata | 26-27 ottobre 2022  |
| Fase a gironi | 3 ottobre 2022, ore 13:00 CEST (Nyon) | Terza giornata   | 23-24 novembre 2022 |
| Fase a gironi | 3 ottobre 2022, ore 13:00 CEST (Nyon) | Quarta giornata  | 7-8 dicembre 2022   |
| Fase a gironi | 3 ottobre 2022, ore 13:00 CEST (Nyon) | Quinta giornata  | 15-16 dicembre 2022 |
| Fase a gironi | 3 ottobre 2022, ore 13:00 CEST (Nyon) | Sesta giornata   | 21-22 dicembre 2022 |

## Squadre partecipanti
Le squadre sono state suddivise nelle quattro urne in base al proprio coefficiente UEFA, inserendo nell'urna 1 le quattro ammesse direttamente alla fase a gironi. Il sorteggio per definire la composizione dei gironi si è tenuto il 3 ottobre 2022.
| Legenda                                                   |
| --------------------------------------------------------- |
| Prime e seconde classificate, ammesse ai quarti di finale |

| Squadre              | Coeff   |
| Urna 1               | Urna 1  |
| -------------------- | ------- |
| Olympique Lione (DT) | 128,666 |
| Wolfsburg            | 102,133 |
| Chelsea              | 78,200  |
| Barcellona           | 112,233 |

| Squadre             | Coeff  |
| Urna 2              | Urna 2 |
| ------------------- | ------ |
| Paris Saint-Germain | 85,666 |
| Bayern Monaco       | 84,133 |
| Slavia Praga        | 47,766 |
| Arsenal             | 39,200 |

| Squadre     | Coeff  |
| Urna 3      | Urna 3 |
| ----------- | ------ |
| Rosengård   | 38,833 |
| Juventus    | 30,900 |
| Real Madrid | 26,233 |
| St. Pölten  | 25,700 |

| Squadre  | Coeff  |
| Urna 4   | Urna 4 |
| -------- | ------ |
| Zurigo   | 22,500 |
| Vllaznia | 14,400 |
| Benfica  | 13,600 |
| Roma     | 5,900  |

## Gruppo A

### Classifica
| Pos | Squadra             | Pt | G | V | N | P | GF | GS | DG  |
| --- | ------------------- | -- | - | - | - | - | -- | -- | --- |
| 1.  | Chelsea             | 16 | 6 | 5 | 1 | 0 | 19 | 1  | +18 |
| 2.  | Paris Saint-Germain | 10 | 6 | 3 | 1 | 2 | 11 | 5  | +6  |
| 3.  | Real Madrid         | 8  | 6 | 2 | 2 | 2 | 9  | 6  | +3  |
| 4.  | Vllaznia            | 0  | 6 | 0 | 0 | 6 | 1  | 28 | -27 |

### Risultati
| Arbitro: | Catarina Campos |

|  |           |                                 |
|  | Marcatori | 54’ González 76’ (rig.) Carmona |

| Arbitro: | Ewa Augustyn |

|  |           |            |
|  | Marcatori | 27’ Bright |

| Madrid 26 ottobre 2022, ore 18:45 UTC+2 2ª giornata | Real Madrid   | 0 – 0 referto | Paris Saint-Germain | Stadio Alfredo Di Stéfano (1 544 spett.)\| Arbitro: \| Jana Adámková \| |
| Arbitro:                                            | Jana Adámková |               |                     |                                                                         |

| Arbitro: | Sabina Bolić |

|                                                           |           |  |
| Kerr 10’, 37’, 57’, 60’ Harder 38’, 72’, 88’ Svitková 78’ | Marcatori |  |

| Arbitro: | Maria Marotta |

|                                                                             |           |  |
| Geyoro 39’ Gjergji 44’ (aut.) Bachmann 60’ (rig.) Baltimore 76’ Folquet 85’ | Marcatori |  |

| Arbitro: | Maria Sole Ferrieri Caputi |

|                        |           |  |
| Ingle 67’ Cuthbert 76’ | Marcatori |  |

| Arbitro: | Frida Nielsen |

|  |           |                                                |
|  | Marcatori | 19’ (rig.), 36’ Diani 60’ Bachmann 81’ Folquet |

| Arbitro: | Kateryna Monzul' |

|          |           |                         |
| Weir 36’ | Marcatori | 59’ (aut.) M. Rodríguez |

| Arbitro: | Karoline Wacker |

|  |           |                                                      |
|  | Marcatori | 12’ Ingle 21’ Kirby 87’ Svitková 90+3’ (rig.) Mjelde |

| Arbitro: | Lina Lehtovaara |

|                                 |           |             |
| De Almeida 15’ Diani 60’ (rig.) | Marcatori | 81’ Zornoza |

| Arbitro: | Zuzana Valentová |

|                                                            |           |         |
| Weir 11’ Abelleira 18’, 21’ (rig.) Camacho 78’ Partido 83’ | Marcatori | 5’ Doçi |

| Arbitro: | Iuliana Demetrescu |

|                         |           |  |
| Kerr 42’ James 55’, 62’ | Marcatori |  |

## Gruppo B

### Classifica
| Pos | Squadra      | Pt | G | V | N | P | GF | GS | DG  |
| --- | ------------ | -- | - | - | - | - | -- | -- | --- |
| 1.  | Wolfsburg    | 14 | 6 | 4 | 2 | 0 | 19 | 5  | +14 |
| 2.  | Roma         | 13 | 6 | 4 | 1 | 1 | 16 | 8  | +8  |
| 3.  | St. Pölten   | 4  | 6 | 1 | 1 | 4 | 7  | 22 | -15 |
| 4.  | Slavia Praga | 2  | 6 | 0 | 2 | 4 | 1  | 8  | -7  |

### Risultati
| Arbitro: | Abigail Byrne |

|                                      |           |  |
| Pajor 8’, 15’ Lattwein 56’ Roord 90’ | Marcatori |  |

| Arbitro: | Volha Tsiareshka |

|              |           |  |
| Giacinti 62’ | Marcatori |  |

| Arbitro: | Tess Olofsson |

|                                               |           |                                                  |
| Eder 30’ (rig.) Schumacher 46’ Mikolajová 89’ | Marcatori | 75’ Linari 77’ Giacinti 80’ Giugliano 87’ Lázaro |

| Arbitro: | Katalin Sipos |

|  |           |                     |
|  | Marcatori | 11’ Brand 76’ Pajor |

| Arbitro: | Tess Olofsson |

|  |           |                  |
|  | Marcatori | 90+1’ Mikolajová |

| Arbitro: | Jelena Ćetković |

|             |           |           |
| Giacinti 3’ | Marcatori | 33’ Pajor |

| Arbitro: | Rebecca Welch |

|                                            |           |                    |
| Pajor 24’, 53’ Jónsdóttir 40’ Lattwein 52’ | Marcatori | 42’ Alves 76’ Haug |

| Arbitro: | Shona Shukrula |

|          |           |               |
| Zver 40’ | Marcatori | 27’ Růžičková |

| Arbitro: | Cheryl Foster |

|                                                   |           |  |
| Serturini 34’ Glionna 82’, 88’ Giugliano 84’, 86’ | Marcatori |  |

| Wolfsburg 16 dicembre 2022, ore 21:00 UTC+1 5ª giornata | Wolfsburg       | 0 – 0 referto | Slavia Praga | AOK Stadion (2 315 spett.)\| Arbitro: \| Henrikke Nervik \| |
| Arbitro:                                                | Henrikke Nervik |               |              |                                                             |

| Arbitro: | Lizzy van der Helm |

|  |           |                                      |
|  | Marcatori | 31’ Giacinti 37’ Kollmats 49’ Linari |

| Arbitro: | Eleni Antoniou |

|                         |           |                                                                                    |
| Zver 78’ Schumacher 85’ | Marcatori | 5’ Lattwein 38’ Hegering 40’ Huth 56’ Pajor 67’ Waßmuth 74’, 76’ Wolter 85’ Bremer |

## Gruppo C

### Classifica
| Pos | Squadra         | Pt | G | V | N | P | GF | GS | DG  |
| --- | --------------- | -- | - | - | - | - | -- | -- | --- |
| 1.  | Arsenal         | 13 | 6 | 4 | 1 | 1 | 19 | 5  | +14 |
| 2.  | Olympique Lione | 11 | 6 | 3 | 2 | 1 | 10 | 6  | +4  |
| 3.  | Juventus        | 9  | 6 | 2 | 3 | 1 | 9  | 3  | +6  |
| 4.  | Zurigo          | 0  | 6 | 0 | 0 | 6 | 2  | 26 | -24 |

### Risultati
| Arbitro: | Ainara Acevedo |

|  |           |                          |
|  | Marcatori | 71’ Cernoia 85’ Bonansea |

| Arbitro: | Ivana Projkovska |

|            |           |                                           |
| Malard 27’ | Marcatori | 13’, 67’ Foord 23’ Maanum 45+1’, 69’ Mead |

| Arbitro: | Marta Huerta de Aza |

|                   |           |           |
| Malard 52’ (aut.) | Marcatori | 23’ Horan |

| Arbitro: | Lina Lehtovaara |

|                             |           |            |
| Nobbs 38’ Hurtig 45+1’, 79’ | Marcatori | 76’ Piubel |

| Arbitro: | Angelika Söder |

|  |           |                          |
|  | Marcatori | 4’ Malard 35’, 66’ Bruun |

| Arbitro: | Iuliana Demetrescu |

|                 |           |             |
| Beerensteyn 52’ | Marcatori | 61’ Miedema |

| Arbitro: | Monika Mularczyk |

|                                           |           |  |
| Horan 14’ Malard 65’, 79’ Cascarino 90+4’ | Marcatori |  |

| Arbitro: | Ivana Martinčić |

|             |           |  |
| Miedema 16’ | Marcatori |  |

| Arbitro: | Riem Hussein |

|                                                         |           |  |
| Girelli 2’, 45’ (rig.), 57’, 59’ (rig.) Beerensteyn 25’ | Marcatori |  |

| Arbitro: | Marta Huerta de Aza |

|  |           |                     |
|  | Marcatori | 45+2’ (aut.) Maanum |

| Arbitro: | Alina Peşu |

|                 |           |                                                                                            |
| Humm 64’ (rig.) | Marcatori | 18’, 32’, 51’ Maanum 23’, 68’ Foord 45+1’, 54’ Blackstenius 71’ (rig.) Little 83’ Iwabuchi |

| Décines-Charpieu 21 dicembre 2022, ore 21:00 UTC+1 6ª giornata | Olympique Lione | 0 – 0 referto | Juventus | Parc Olympique Lyonnais (11 212 spett.)\| Arbitro: \| Jana Adámková \| |
| Arbitro:                                                       | Jana Adámková   |               |          |                                                                        |

## Gruppo D

### Classifica
| Pos | Squadra       | Pt | G | V | N | P | GF | GS | DG  |
| --- | ------------- | -- | - | - | - | - | -- | -- | --- |
| 1.  | Barcellona    | 15 | 6 | 5 | 0 | 1 | 29 | 6  | +23 |
| 2.  | Bayern Monaco | 15 | 6 | 5 | 0 | 1 | 14 | 7  | +7  |
| 3.  | Benfica       | 6  | 6 | 2 | 0 | 4 | 8  | 21 | -13 |
| 4.  | Rosengård     | 0  | 6 | 0 | 0 | 6 | 3  | 20 | -17 |

### Risultati
| Arbitro: | Jelena Cvetković |

|                        |           |              |
| Simon 35’ Dallmann 57’ | Marcatori | 25’ Kullashi |

| Arbitro: | Ionela Peșu |

|                                                                                                 |           |  |
| Guijarro 1’ Bonmatí 14’ Oshoala 34’, 84’ Caldentey 50’ Crnogorčević 65’ Geyse 67’, 88’ Pina 77’ | Marcatori |  |

| Arbitro: | Lorraine Watson |

|             |           |                                       |
| Holdt 45+2’ | Marcatori | 30’, 41’ Bonmatí 65’, 90+2’ Caldentey |

| Arbitro: | Eleni Antoniou |

|                        |           |                             |
| Raysla 42’ Lacasse 59’ | Marcatori | 67’ Rall 83’, 90+8’ Stanway |

| Arbitro: | Cheryl Foster |

|                                |           |  |
| Geyse 47’ Bonmatí 60’ Pina 66’ | Marcatori |  |

| Arbitro: | Volha Tsiareshka |

|             |           |  |
| Lacasse 23’ | Marcatori |  |

| Arbitro: | Ivana Projkovska |

|             |           |                             |
| Schough 30’ | Marcatori | 37’, 40’ Lacasse 47’ Raysla |

| Arbitro: | Esther Staubli |

|                                 |           |           |
| Bühl 4’ Magull 10’ Schüller 60’ | Marcatori | 65’ Geyse |

| Arbitro: | Ewa Augustyn |

|  |           |                                                      |
|  | Marcatori | 38’ Tainara 66’ Lohmann 73’ Stanway 90’ Landenberger |

| Arbitro: | Jelena Cvetković |

|                          |           |                                                                                      |
| J. Silva 62’ Lacasse 81’ | Marcatori | 8’ Paredes 45+2’ Pina 48’ Bonmatí 58’ Crnogorčević 80’ (aut.) Seição 90+1’ Caldentey |

| Arbitro: | Désirée Grundbacher |

|                                                                |           |  |
| Oshoala 10’, 16’ León 45+3’ Rolfö 47’ Torrejón 50’ Paredes 69’ | Marcatori |  |

| Arbitro: | Maria Sole Ferrieri Caputi |

|               |           |  |
| Bühl 51’, 75’ | Marcatori |  |